# Automeris larra
Automeris larra är en fjärilsart som beskrevs av Walker 1855. Automeris larra ingår i släktet Automeris och familjen påfågelsspinnare. Inga underarter finns listade i Catalogue of Life.